# Рейк (Айова)
Рейк (англ. Rake) — місто (англ. city) в США, в окрузі Віннебаго штату Айова. Населення — 186 осіб (2020).

## Географія
Рейк розташований за координатами 43°28′50″ пн. ш. 93°55′13″ зх. д. / 43.48056° пн. ш. 93.92028° зх. д. (43.480567, -93.920173).  За даними Бюро перепису населення США в 2010 році місто мало площу 2,09 км², уся площа — суходіл.

## Демографія
Згідно з переписом 2010 року, у місті мешкало 225 осіб у 102 домогосподарствах у складі 58 родин. Густота населення становила 107 осіб/км².  Було 117 помешкань (56/км²).
Расовий склад населення:
| - 91,1 % — білих - 0,4 % — корінних американців - 7,1 % — осіб інших рас |

До двох чи більше рас належало 1,3 %. Частка іспаномовних становила 19,6 % від усіх жителів.
За віковим діапазоном населення розподілялося таким чином: 19,6 % — особи молодші 18 років, 59,1 % — особи у віці 18—64 років, 21,3 % — особи у віці 65 років та старші. Медіана віку мешканця становила 41,7 року. На 100 осіб жіночої статі у місті припадало 116,3 чоловіків;  на 100 жінок у віці від 18 років та старших — 108,0 чоловіків також старших 18 років.
Середній дохід на одне домашнє господарство  становив 35 899 доларів США (медіана — 27 750), а середній дохід на одну сім'ю — 48 185 доларів (медіана — 33 750). За межею бідності перебувало 33,1 % осіб, у тому числі 60,0 % дітей у віці до 18 років та 10,6 % осіб у віці 65 років та старших.
Цивільне працевлаштоване населення становило 69 осіб. Основні галузі зайнятості: фінанси, страхування та нерухомість — 17,4 %, будівництво — 10,1 %, роздрібна торгівля — 8,7 %, виробництво — 8,7 %.